# 장홍철
장홍철은 대한민국의 텔레비전 드라마 작가이다. 

## 주요 작품
- 2019년   OCN 수목 미니시리즈  《미스터 기간제》 ... 집필
- 2022년   MBC 금토 미니시리즈  《닥터 로이어》 ... 집필